# Macroglossum pseudocorythus
Macroglossum pseudocorythus là một loài bướm đêm thuộc họ Sphingidae. Nó được tìm thấy ở Sulawesi.